# 洛斯阿爾馬西戈斯鎮
19°24′30″N 71°26′30″W / 19.40833°N 71.44167°W
洛斯阿爾馬西戈斯鎮（西班牙語：Villa Los Almácigos），是多明尼加共和國的城鎮，位於該國西北部，由聖地亞哥-羅里蓋茲省負責管轄，面積205.06平方公里，2012年人口26,613，人口密度每平方公里130人。